# Saint-Just (Ain)
Saint-Just – miejscowość i gmina we Francji, w regionie Owernia-Rodan-Alpy, w departamencie Ain.

## Demografia
Według danych na styczeń 2012 roku gminę zamieszkiwało 925 osób, a gęstość zaludnienia wynosiła 273,7 osób/km².